# St.-Johannis-Kirche (Langenaltheim)

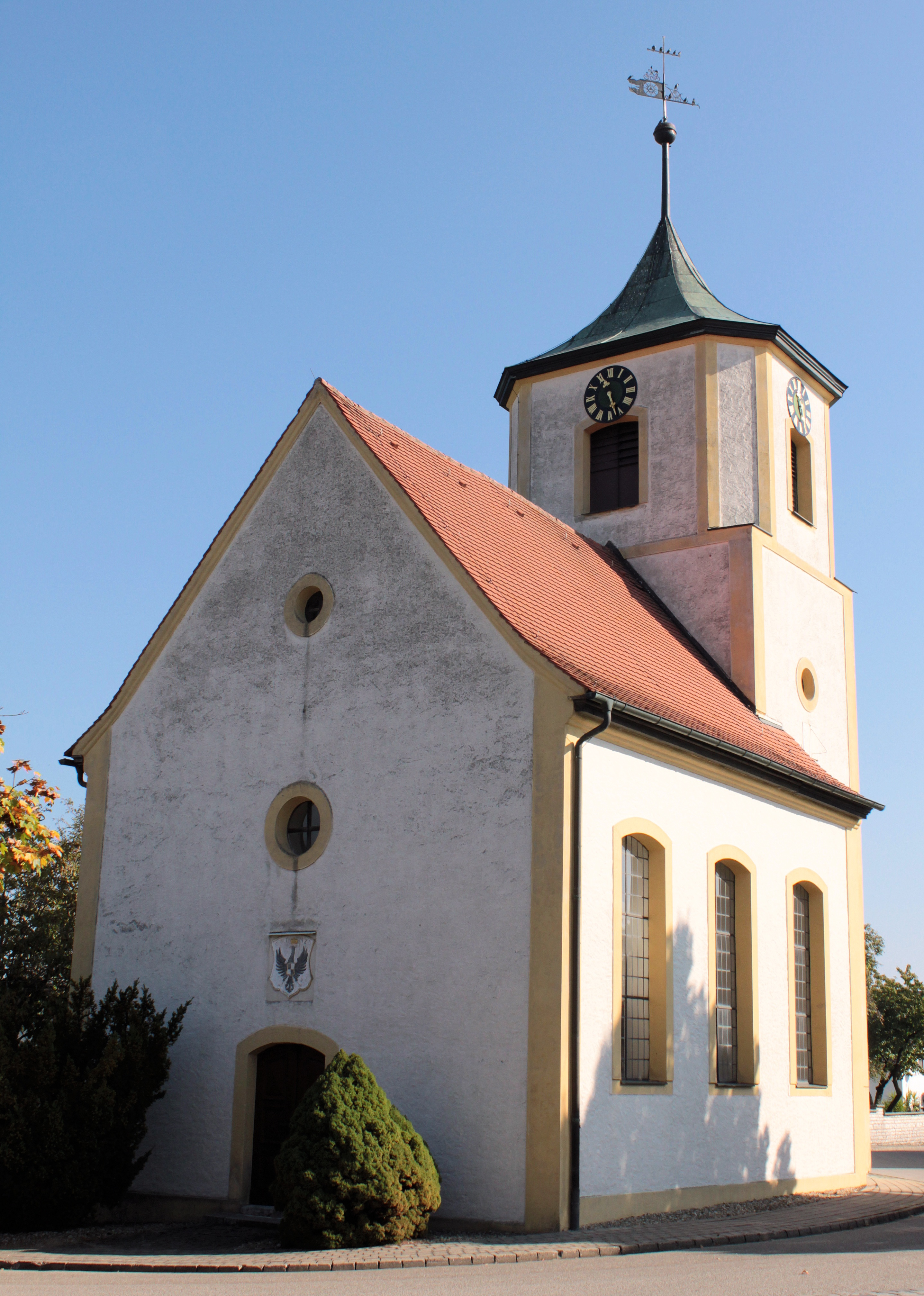
Südwestliche Ansicht der St.-Johannis-Kirche (aufgenommen im Oktober 2011)

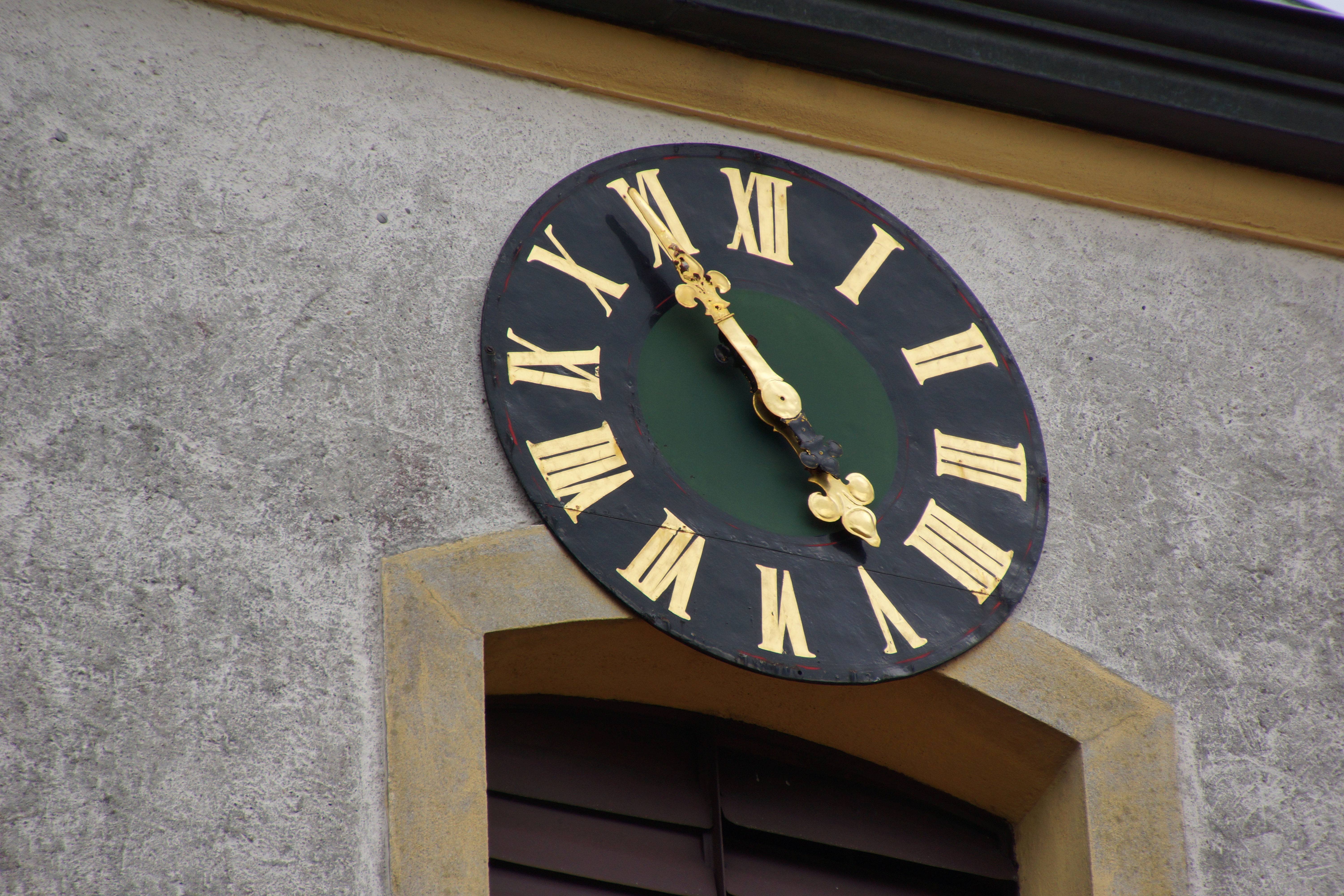
Kirchturmuhr

Die St.-Johannis-Kirche (auch Johannis-Kapelle) ist eine evangelisch-lutherische Kirche in Langenaltheim im mittelfränkischen Landkreis Weißenburg-Gunzenhausen. Sie ist eine Kapelle der Langenaltheimer Pfarrei St. Willibald im Evangelisch-Lutherischen Dekanats Pappenheim. Das Gebäude ist unter der Denkmalnummer D-5-77-148-26 als Baudenkmal in die Bayerische Denkmalliste eingetragen. Der Vorgängerbau ist zusätzlich als Bodendenkmal (Nummer: D-5-7131-0014) eingetragen.  Das Patrozinium ist Johannes der Täufer.
Die postalische Adresse der Chorturmkirche ist Untere Hauptstraße 49. Die Kirche liegt außerhalb des Ortskerns auf einer Höhe von 435 Metern über NHN.
Die Vorgängerkirche wurde 1238 erstmals urkundlich erwähnt und wurde mutmaßlich zwischen 1190 und 1193 vom Eichstätter Bischof Otto geweiht. Sie fungierte nach der Säkularisation des Klosters Solnhofen ab 1534 als Filialkirche von Solnhofen. Im Dreißigjährigen Krieg wurde sie zerstört. Die eigentlich geplante Nachfolgerkirche konnte 1751 aus Platzgründen nicht gebaut werden. Ursprünglicher Bauleiter hätte Johann David Steingruber werden sollen.  Von 1752 bis 1754 wurde die heutige Chorturmkirche nach Plänen von Traugott Friedrich Schuchart errichtet. Die Kirchenweihe war am 24. Juni 1754. Man beschloss, den Altar im Chorraum und die Kanzel (beide geschaffen 1754) am südlichen Chorbogen getrennt voneinander aufzustellen. Es wurden eine zusätzliche Empore, das Wappen der Markgrafen von Brandenburg-Ansbach und deren Wappentier, der Adler, eingebaut. Der Turm wird von einem breiten Spitzhelm gekrönt. Das Langhaus ist flachgedeckt.